# Liste der Biografien/Chm
Liste der Biografien |
Portal Biografien |
Personensuche
# |
A |
B |
C |
D |
E |
F |
G |
H |
I |
J |
K |
L |
M |
N |
O |
P |
Q |
R |
S |
T |
U |
V |
W |
X |
Y |
Z |
?
 
Ca |
Cb |
Cc |
Ce |
Ch |
Ci |
Cj |
Ck |
Cl |
Cm |
Cn |
Co |
Cr |
Cs |
Ct |
Cu |
Cv |
Cw |
Cy |
Cz
 
Cha |
Chb |
Che |
Chh |
Chi |
Chk |
Chl |
Chm |
Chn |
Cho |
Chr |
Cht |
Chu |
Chv |
Chw |
Chy
Die Liste der Biografien führt alle Personen auf, die in der deutschsprachigen Wikipedia einen Artikel haben. Dieses ist eine Teilliste mit 86 Einträgen von Personen, deren Namen mit den Buchstaben „Chm“ beginnt.

## Chm

### Chma
- Chmagh, Saeed (1967–2007), irakischer Kameramann und ziviles Opfer im Irakkrieg
- Chmaladse, Paata (* 1982), georgischer Billardspieler
- Chmara, Gregori (1878–1970), ukrainischstämmiger Schauspieler
- Chmara, Mirosław (* 1964), polnischer Stabhochspringer
- Chmara, Sebastian (* 1971), polnischer Zehnkämpfer
- Chmara, Stepan (1937–2024), ukrainischer Politiker, Menschenrechtsaktivist und sowjetischer Dissident

### Chme
- Chmel, Antonín (1855–1898), böhmischer Unternehmer
- Chmel, Bob (1943–2024), US-amerikanischer Jazzmusiker (Schlagzeug)
- Chmel, Franz (1944–2016), österreichischer Mundharmonikaspieler
- Chmel, Hans (1903–1945), österreichischer Jurist und Politiker (NSDAP)
- Chmel, Joseph (1798–1858), österreichischer Augustiner-Chorherr und Historiker
- Chmel, Julius (1854–1939), österreichischer Sänger (Tenor und Bariton), Gesangslehrer sowie Musikverleger
- Chmel, Lucca (1911–1999), österreichische Fotografin
- Chmel, Otto (1885–1964), österreichisch-deutscher Musikkritiker, Musikpädagoge und Komponist
- Chmel, Simon (* 1994), deutscher Jazzmusiker (Schlagzeug, Komposition)
- Chmela, Horst (1939–2021), österreichischer Liedermacher
- Chmela, Igor (* 1971), tschechischer Schauspieler
- Chmelar, Dieter (* 1957), österreichischer Journalist, Fernsehmoderator und Kabarettist
- Chmelar, Fanny (* 1985), deutsche SkirennläuferinFanny Chmelar (* 1985)

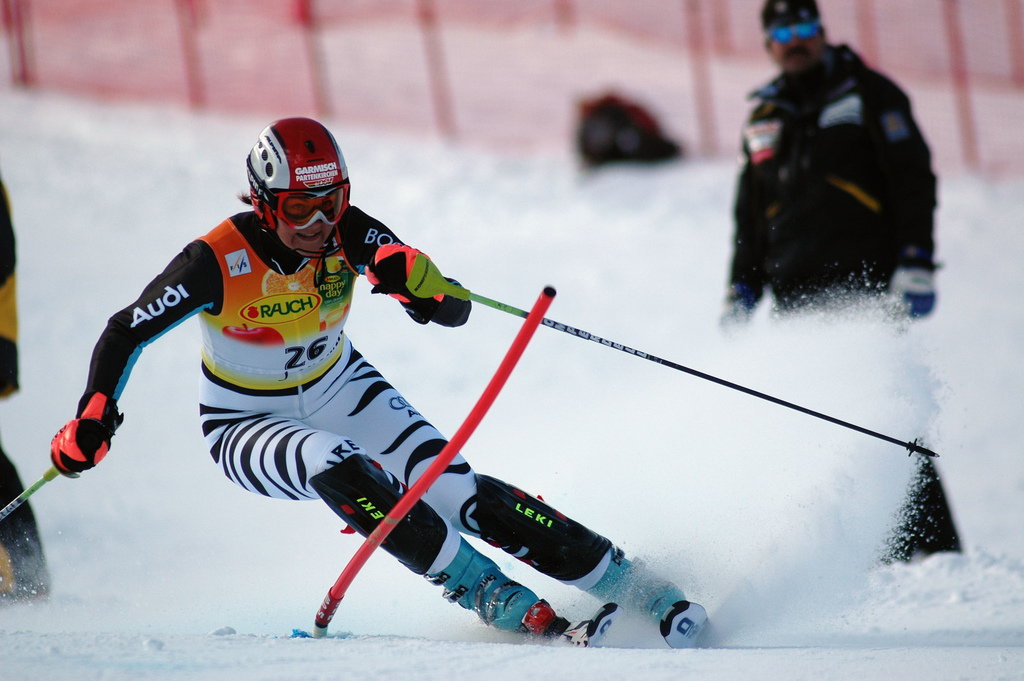
Fanny Chmelar (* 1985)

- Chmelensky, Dennis (* 1995), deutscher Nachwuchssänger
- Chmelenský, Josef Krasoslav (1800–1839), tschechischer Kritiker, Dichter, Librettist und Volksaufklärer
- Chmelensky, Sascha (* 1993), deutscher Schauspieler
- Chmelevski, Sasha (* 1999), US-amerikanischer Eishockeyspieler
- Chmelevskis, Stepas (* 1910), litauischer Fußballspieler
- Chmelewski, Wassili Wladimirowitsch (1948–2002), sowjetischer Hammerwerfer
- Chmelewskyj, Denys (* 1995), ukrainischer Billardspieler
- Chmelíček, Josef (1823–1891), tschechischer Theologe, Komponist, Organist
- Chmelik, Helmut (1942–2010), österreichischer Basketballspieler
- Chmelinin, Sergei (* 1963), sowjetischer Radrennfahrer
- Chmelinová, Gabriela (* 1976), tschechische Tennisspielerin
- Chmeljow, Nikolai Pawlowitsch (1901–1945), sowjetischer Schauspieler
- Chmeljuk, Wassyl (1903–1986), ukrainischer Künstler
- Chmelková, Anna (* 1944), tschechische Leichtathletin
- Chmelnizki, Boris Alexejewitsch (1940–2008), russischer Theater- und Filmschauspieler
- Chmelnizki, Dawid Jefraimowitsch (* 1944), russisch-sowjetischer Physiker
- Chmelnizki, Dmitrij (* 1953), russischer Architekt und Historiker
- Chmelnizki, Michail (* 1969), belarussischer Leichtathlet
- Chmelnizki, Nikolai Iwanowitsch (1789–1845), russischer Dramatiker und Politiker
- Chmelnow, Igor Nikolajewitsch (1945–2023), russischer Admiral und ehemaliger Chef des Hauptstabes der Russischen Seekriegsflotte sowie ehemaliger Kommandeur der russischen Pazifikflotte
- Chmelnyzkyj, Bohdan (1595–1657), ukrainischer FreiheitskämpferBohdan Chmelnyzkyj (1595–1657)

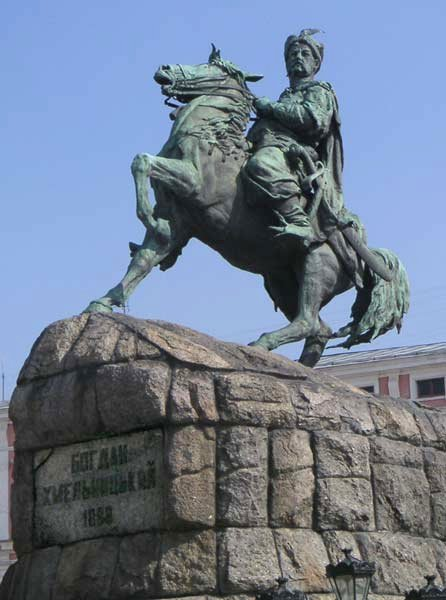
Bohdan Chmelnyzkyj (1595–1657)

- Chmelnyzkyj, Jurij (* 1641), ukrainischer Hetman
- Chmelnyzkyj, Tymofij (1632–1653), Heerführer der Saporoger Kosaken während des Chmelnyzkyj-Aufstandes
- Chmelo, Ľubomír (* 1986), slowakischer Eishockeyspieler
- Chmet, Daniela (* 1979), italienische Triathletin
- Chmetewski, Wassili Andrejewitsch (* 1698), russischer Marine-Offizier, Forschungsreisender und Kartograf

### Chmi
- Chmiadaschwili, Tamar (1944–2019), georgische Schachspielerin und -schiedsrichterin
- Chmiel, Christian (* 1984), deutscher E-Sportler
- Chmiel, Horst (* 1940), deutscher Ingenieur und Hochschullehrer, Professor für Verfahrenstechnik
- Chmiel, Jacek, polnischer Improvisationsmusiker (Zither, Elektronik) und Klangkünstler
- Chmiel, Joanna (* 1969), polnische Marathonläuferin
- Chmiel, Tadeusz (* 1956), polnischer Möbelunternehmer
- Chmielecki, Tymon Tytus (* 1965), polnischer Geistlicher, römisch-katholischer Erzbischof und Diplomat des Heiligen Stuhls
- Chmielewska, Irena (1905–1987), polnische Chemikerin und Hochschullehrerin
- Chmielewska, Iwona (* 1960), polnische Autorin und Illustratorin
- Chmielewska, Joanna (1932–2013), polnische Schriftstellerin
- Chmielewski, Aron (* 1991), polnischer Eishockeyspieler
- Chmielewski, Jan Olaf (1895–1974), polnischer Stadtplaner
- Chmielewski, Jean, US-amerikanische Chemikerin
- Chmielewski, Karl (1903–1991), deutscher SS-Hauptsturmführer und KZ-Kommandant
- Chmielewski, Paul (1889–1945), deutscher römisch-katholischer Geistlicher und Märtyrer
- Chmielewski, Piotr (* 1970), polnischer Radrennfahrer
- Chmielewski, Stanisław (* 1958), polnischer Politiker, Mitglied des Sejm
- Chmielewski, Stefan (* 1968), deutscher Fußballspieler
- Chmielewski, Tadeusz (1941–2012), polnischer Pianist und Musikpädagoge
- Chmielewski, Torsten (* 1968), deutscher Fußballspieler
- Chmielinski, Gina (* 2000), deutsche FußballspielerinGina Chmielinski (* 2000)

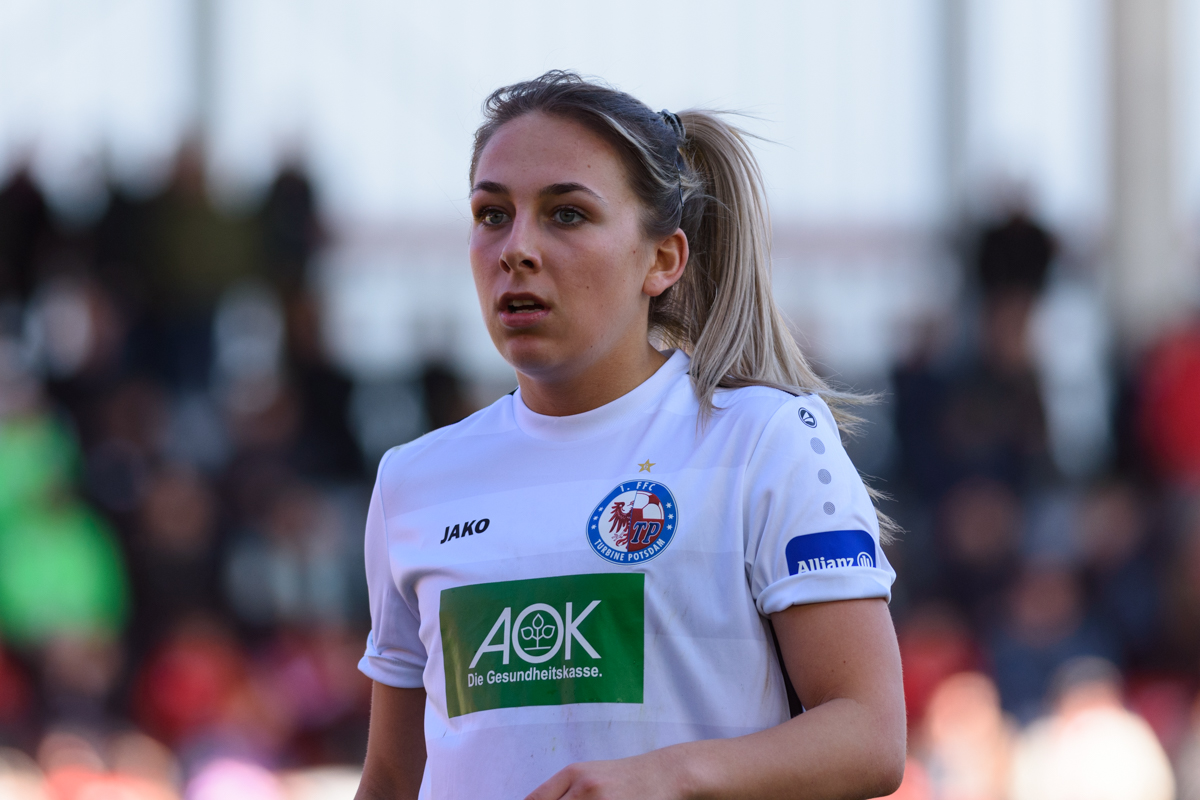
Gina Chmielinski (* 2000)

- Chmielnik, Jacek (1953–2007), polnischer Schauspieler, Theaterregisseur und Dramatiker
- Chmielorz, Rilo (* 1954), deutsche Künstlerin
- Chmielowiec, Zbigniew (* 1954), polnischer Politiker, Mitglied des Sejm
- Chmielowska, Wanda (1891–1980), polnische Pianistin und Musikpädagogin
- Chmielowski, Albert (1845–1916), polnischer Ordensgründer und Heiliger
- Chmielowski, Benedykt (1700–1763), polnischer Enzyklopädist
- Chmielowski, Piotr Sylwester (* 1965), polnischer Politiker (Ruch Palikota), Mitglied des Sejm
- Chmil, Anhelina (* 2003), ukrainische Beachvolleyballspielerin
- Chmilar, Stephen Victor (1945–2024), kanadischer Ordensgeistlicher, ukrainisch römisch-katholischer Bischof von Toronto
- Chmill, Heinz (1915–1996), deutscher Politiker (SPD), MdL

### Chmj
- Chmjalnizkaja, Laryssa (* 1971), belarussische Geherin russischer Herkunft

### Chmu
- Chmura, Benjamin (* 1989), deutscher Koch
- Chmura, Bernd A. (* 1953), deutscher Maler, Zeichner und Grafiker
- Chmura, Gabriel (1946–2020), polnisch-israelischer Dirigent und Generalmusikdirektor in Aachen, Bochum, Ottawa und Kattowitz
- Chmura, Mark (* 1969), US-amerikanischer American-Football-Spieler
- Chmurkowska, Maria (1901–1979), polnische Schauspielerin
- Chmurzynski, Remigius (1917–2006), deutscher katholischer Theologe

### Chmy
- Chmyljow, Juri Alexejewitsch (* 1964), russischer Eishockeyspieler
- Chmyrow, Wsewolod Leonidowitsch (* 1951), russischer Konteradmiral
- Chmyrowa, Tatjana Jewgenjewna (* 1990), russische Handballspielerin